# Coppa Agostoni 1958
La Coppa Agostoni 1958, tredicesima edizione della corsa, si svolse il 14 ottobre 1958 su un percorso di 190 km. La vittoria fu appannaggio dell'italiano Giacobbe Boggian, che completò il percorso in 5h00'00", precedendo i connazionali Dino Liviero e Vittorio Poiano.

## Ordine d'arrivo (Top 5)
| Pos. | Corridore        | Squadra | Tempo    |
| ---- | ---------------- | ------- | -------- |
| 1    | Giacobbe Boggian | -       | 5h00'00" |
| 2    | Dino Liviero     | -       | s.t.     |
| 3    | Vittorio Poiano  | -       | s.t.     |
| 4    | Mario Bampi      | -       | s.t.     |
| 5    | Renato Giusti    | -       | s.t.     |